# آنا کارنینا (فیلم ۱۹۱۵)
آنا کارنینا (انگلیسی: Anna Karenina) یک فیلم درام صامتِ آمریکایی به کارگردانی جی. گوردون ادواردز است که در سال ۱۹۱۵ منتشر شد. این فیلم نخستین اقتباس آمریکایی رمان تولستوی بود. این فیلم گمشده محسوب می‌شود.

## بازیگران
- بتی نانسن
- ادوارد ژوزه
- ریچارد ثورنتون
- استلا همرستاین
- میبل آلن